# Цено Тодоров
Цено Тодоров (болг. Цено Тодоров; 20 березня 1877, Враца, Османська Болгарія — 20 листопада, 1953 Софія, Болгарія) — болгарський художник портретист, педагог, професор Академії мистецтв Болгарії, один із засновників професійної школи болгарського живопису. 

## Біографія
Цено Тодоров народився у місті Враца, на північному заході Болгарії 20 березня 1877 року.  Його дитинство збіглося з розгортанням російсько-турецької війни і вже через декілька місяців після його народження за місто Враца йшли бої. 
Вступив (у 1896) і пройшов навчання в числі перших випускників Державної школи малюнка (нині — Болгарська Академія мистецтв) у Софії. Його наставниками були професори Іван Мирквічка (1856-1938) і Антон Мітов (1862-1930). Далі молодий художник вдосконалюється в образотворчому мистецтві у Франції (1901-1907), в Національній школі образотворчих мистецтв (Париж) в класі Леона Бонна і в Академії Жуліана . У 1908 році Тодоров робить подорож по Єгипту і Палестині, де працював над пейзажами, що вплинули на розвиток пленерного живопису в Болгарії. 
Після повернення, у 1910 році Цено Тодоров стає викладачем у Школі малюнка (перейменованої в Художньо-індустріальне училище, а в 1921 році реорганізовану в Академію). У 1930 році Ц. Тодоров став ректором Академії. Серед його учнів були живописці Златьо Бояджиєв (1903-1976) і Васил Стоїлов (болг.)  (1904-1990), Преслав Киршовскі (болг.)  (1905-2003); графік і мистецтвознавець Васіл Захарієв (1895-1971) та інші. 
 

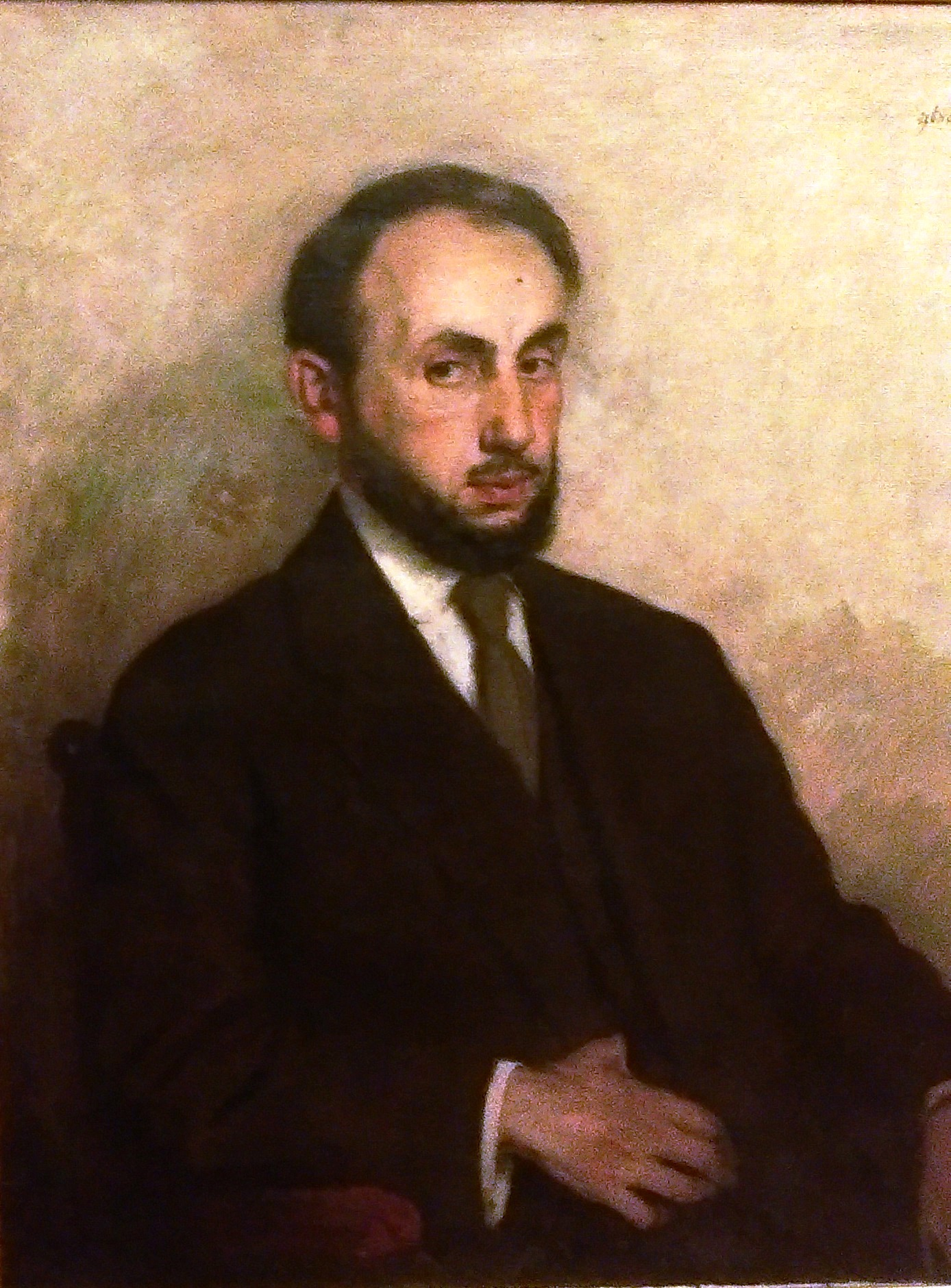
Портрет літературознавця Бояна Пенева. Цено Тодоров, 1919

Цено Тодоров домігся максимальних успіхів у жанрі портрета, хоча звертався і до пейзажів, і до натюрмортів ; займався скульптурою.  Він розробив у портретному живописі власний, реалістичний метод, який спирається на ретельно продумане використання кольору. Кредо художника Цено Тодоров сформулював так: 
Цілісність картини завжди лежить в глибині живописної розробки .
За 40 років творчого шляху він експонував роботи на виставках в Римі (1911), Берліні (1916), Відні (1922), Празі (1926), Нью-Йорку (1931), Москві (1951). У 1952 році він робить велику спільну виставку з Володимиром Дімітровим-Майсторою, Стефаном Івановим (болг.) і своїм земляком Андрієм Ніколовим (за цією виставці видано дві книги).  

## Зображення в мережі
- Базар, 1914. [Архівовано 15 лютого 2019 у Wayback Machine.]  [Архівовано 15 лютого 2019 у Wayback Machine.] Полотно, олія 42 × 56 см. Міська художня галерея - Пловдив
- портрет дівчини [Архівовано 16 лютого 2019 у Wayback Machine.]  [Архівовано 16 лютого 2019 у Wayback Machine.] Полотно, олія 73 × 61 см. Художня галерея "Петко Задгорскі", Бургас
- Натюрморт. Чаша з персиками  Полотно, олія, 21 × 28 см. Приватна колекція